# 斯維納爾卡河
斯維納爾卡河（烏克蘭語：Свинарка），是烏克蘭的河流，位於該國西北部，屬於盧加-斯維諾里卡河的左支流，發源自科里特尼齊亞東部，流經沃倫州，河道全長19公里，流域面積156平方公里。